# Корусь Олена Павлівна
Олена Павлівна Ко́русь (нар. 4 червня 1976, Фастів) — українська мистецтвознавиця і музейниця; кандидат мистецтвознавства з 2019 року. Лауреатка і володарка Ґран-Прі Національного конкурсу публікацій на теми керамології, гончарства, кераміки в Україні «КеГоКе» у 2014—2017 роках.

## Біографія
Народилася 4 червня 1976 року в місті Фастові Київської області (нині Україна). 2003 року закінчила Національну академію образотворчого мистецтва і архітектури, де навчалася у Ольги Лагутенко, Володимира Могилевського, Юрія Белічко.
Упродовж 2005—2007 років працювала експерткою в Музеї мистецтв «Гелос»; у 2007—2015 роках — у журналі «Антиквар» та одночасно у 2012—2013 роках — у журналі «Cooker». З 2014 по 2016 рік — провідна експертка з комплектування музейного та виставкового фонду сектору виставкової діяльності Національного заповідника «Софія Київська»; з 2016 по 2022 рік — старший науковий співробітник відділу наукової та фондової роботи Національного музею «Київська картинна галерея». Проягом 2012—2019 років була кураторкою та співкураторкою понад 20 художніх виставок, зокрема скульптора порцеляни Владислава Щербини в Мінську, Києві, Вінниці, Сумах, Вознесенську, Чорноморську. У 2019 році закінчила аспірантуру Інституту мистецтвознавства фольклористики та етнології імені Максима Рильського Національної академії наук України, захистила кандидатську дисертацію.
З 2022 року — спеціаліст з інвентаризації фондів Колекції фарфору та Музею декоративного мистецтва Державних художніх зібрань у Дрездені. Станом на 2025 рік працює старшим науковим співробітником Національного музею «Київська картинна галерея».

## Наукова діяльність
Досліджує історію української порцеляни, авторську кераміку, скульптуру й монументально-декоративне мистецтво України. Авторка монографій:
- Корусь Е.П. Владислав Щербина. Фарфор и керамика. — К. : АРТ КНИГА, 2016. — 376 с. — ISBN 978-617-7242-22-1.
- Корусь О.П. Валентина Покосовська. Скульптура та розпис. — Київ : ФОП Маслаков, 2021. — 120 с. — (Майстри українського фарфору) — ISBN 978-617-7993-82-6.
- Корусь О.П. Оксана Жникруп. Фарфор. — Київ : ТОВ «Видавничий Будинок «Аванпост-Прим», 2024. — 440 с.

У 2022 році написала вступну статтю до художнього альбому творів Миколи Сіробаби й Віри Сіробаби-Климко «Парадокси реальності»; співавторка праць «Фарфор Ольги Рапай» (2015), «Фарфорові заводи А. С. Бахмутського та А.-Л. Я. Брички в Полонному в XIX—ХХI ст.» (2023). 
Авторка низки статей в Енциклопедії сучасної України.